# 30: Very Best of Deep Purple
30: Very Best of Deep Purple è una compilation del gruppo hard rock inglese Deep Purple pubblicata dalla EMI nel 1998.

## Descrizione
La raccolta fu realizzata per celebrare il trentesimo anniversario dell'esordio discografico del gruppo.
Ne sono state pubblicate e distribuite due versioni: una composta da un singolo CD con 18 tracce, l'altra, denominata 2CD special collectors edition, con due CD e 28 tracce totali.
Molti brani sono in versione remixata così come presenti nelle riedizioni per il 25º anniversario degli album più celebri del gruppo, In Rock e Fireball, mentre altri sono nella riedizione remixata della versione originariamente uscita su singolo.

## Tracce

### Edizione singola
1. Hush (30th Anniversary Remaster)
2. Black Night (Single version remaster)
3. Speed King (Single version)
4. Child In Time (Single edit)
5. Strange Kind Of Woman (Single version)
6. Fireball
7. Demon´s Eye
8. Smoke On The Water (25th Anniversary Remaster)
9. Highway Star ('97 remix)
10. When A Blind Man Cries  ('97 remix)
11. Never Before (Single edit)
12. Woman From Tokyo (Single edit)
13. Burn (Single edit)
14. Stormbringer
15. You Keep On Moving (Single edit)
16. Perfect Strangers (Single version)
17. Ted The Mechanic
18. Any Fule Kno That

### Edizione doppia(2CD special collectors edition)

#### CD 1
1. Hush (30th Anniversary Remaster)
2. Mandrake Root (30th Anniversary Remaster)
3. Kentucky Woman (30th Anniversary Remaster)
4. Wring That Neck (30th Anniversary Remaster)
5. The Bird Has Flown (US Single Version)
6. Emmaretta (30th Anniversary Remaster)
7. Hallelujah
8. Black Night (Single Version Remaster)
9. Speed King (25th Anniversary Remaster)
10. Bloodsucker (25th Anniversary Remaster)
11. Child In Time  (25th Anniversary Remaster)
12. Strange Kind Of Woman (Single Version Remaster)
13. Fireball (25th Anniversary Remaster)
14. Demon's Eye (25th Anniversary Remaster)
15. When A Blind Man Cries ('97 Remix)

#### CD 2
1. Highway Star ('97 Remix)
2. Smoke On The Water (25th Anniversary Remaster)
3. Never Before (25th Anniversary Remaster)
4. Woman From Tokyo (25th Anniversary Remaster)
5. Burn
6. Might Just Take Your Life
7. Stormbringer
8. You Keep On Moving
9. Perfect Strangers
10. Knocking At Your Back Door
11. King Of Dreams
12. Ted The Mechanic
13. Any Fule Kno That

## Formazione
- voce - Rod Evans, Ian Gillan, David Coverdale, Glenn Hughes
- Chitarra - Ritchie Blackmore, Tommy Bolin, Steve Morse
- Tastiere - Jon Lord
- batteria - Ian Paice
- Basso - Nick Simper, Roger Glover, Glenn Hughes